# Alan Igbon
Alan Igbon (29 de mayo de 1952 - diciembre de 2020) fue un actor británico, conocido por sus papeles en series de televisión como The Professionals, Coronation Street y Boys from the Blackstuff.

## Biografía
Igbon nació en Hulme, Manchester, en mayo de 1952. Era de ascendencia africana occidental e irlandesa.
Fue un actor conocido durante su adolescencia, cuando tomó el papel de fondo del recluso Meakin en la nueva versión cinematográfica de 1979 de la controvertida película de televisión Borstal Scum, cuyo personaje lanzó de manera memorable una diatriba emocional contra los miembros superiores del personal después del suicidio de otro convicto.

### Carrera en televisión
Igbon apareció como Angadi, parte de una banda de secuestradores en el drama policial The Professionals ; episodio El síndrome de la bellota (1980), posteriormemte nterpretó a Loggo en Boys from the Blackstuff , el cual fue un drama de televisión de la BBC sobre un grupo de hombres desempleados en Liverpool durante la recesión devastada a principios de la década de 1980 y escrita por Alan Bleasdale. También tuvo un papel principal en la comedia de situación The Front Line interpretando al Sheldon con rastas, junto a Paul Barber como su oficial de policía, además tuvo un papel en la película Water (1985).
Otros programas básicos en los que apareció incluyen el drama policial The Professionals, GBH de Bleasdale, la serie médica Doctors y la telenovela Brookside de Channel 4. Tuvo un papel secundario en la tercera temporada de Auf Wiedersehen, luego tomó un papel temporal en la telenovela de ITV Coronation Street, interpretando a Tony Stewart, el padre separado del personaje regular Jason Grimshaw. El personaje regresó en 2014, pero fue interpretado por el actor Terence Maynard hasta noviembre de 2015. El 14 de marzo de 2016 se anunció que Tony sería asesinado.

### Fallecimiento
Murió a principios de diciembre de 2020 a los 68 años.

## Filmografía
| Año  | Título  | Rol    | Notas |
| ---- | ------- | ------ | ----- |
| 1979 | Scum    | Meakin |       |
| 1980 | Babylon | Rupert |       |
| 1985 | Water   | Cubano |       |